# Kolkkojärvi
Kolkkojärvi eller Kolkonjärvi är en sjö i Finland. Den ligger i kommunen Suomussalmi i landskapet Kajanaland, i den centrala delen av landet, 600 km norr om huvudstaden Helsingfors. Kolkkojärvi ligger 226 meter över havet. Arean är 36,6 hektar och strandlinjen är 2,96 kilometer lång. Sjön  ingår i Uleälvens huvudavrinningsområde. 